# Jim Baen
James Patrick „Jim“ Baen (* 22. Oktober 1943 in Pennsylvania; † 28. Juni 2006 in Raleigh, North Carolina) war ein US-amerikanischer Herausgeber und Redakteur. 1983 gründete er sein eigenes Verlagshaus Baen Books. Er spezialisierte sich auf Abenteuer-, Science-Fiction-, Fantasy-Literatur. 1999 erweiterte er seine Veröffentlichungen auf den Bereich der E-Books.

## Biografie
Jim Baen verließ das Haus seines Stiefvaters im Alter von 17 und lebte einige Monate auf der Straße, bis er der United States Army beitrat. Seinen Dienst versah er auf einem Stützpunkt in Bayern. Spätere Stationen waren das City College of New York, Manager des Basket House einem Folk Musik Cafe in Greenwich Village seine erste Tätigkeit im Verlagswesen war eine Stelle in der Beschwerdeabteilung von Ace Books.

### Zeit als Redakteur
Er ersetzte 1973 Judy-Lynn del Rey als Chefredakteur beim Science-Fiction-Magazin Galaxy. 1974 trat er die Nachfolge von Ejler Jakobsson als Redakteur von If, einem weiteren SF-Magazin, an. Während seiner Zeit bei Galaxy trug er viel zum neuerlichen Erfolg des Magazins bei und verlegte unter anderem Jerry Pournelle, Charles Sheffield, Joanna Russ, Spider Robinson, Algis Budrys und John Varley, außerdem wurde Galaxy für mehrere Hugo Awards nominiert.
1985 widmete Robert A. Heinlein seinen Roman The Cat Who Walks Through Walls Baen und acht anderen Mitgliedern des CACNSP.

### Zeit als Buchverleger
1977 kehrte Jim Baen als Chefredakteur der Science-Fiction-Sparte zurück zu Ace Books und arbeitete eng mit Tom Doherty zusammen. Als Doherty Ace 1980 verließ, um sein eigenes Projekt Tor Books zu starten, folgte ihm Baen kurze Zeit später und übernahm auch hier vie Verantwortung für die SF Sparte. Er ergriff 1983 die Chance, sein eigenes verlagshaus, Baen Books, zu gründen. Möglich wurde dies durch Kontakte seines langjährigen Freundes Doherty zu Pocket Books/Simon & Schuster, einem Vertriebshaus für Literatur. Doherty sicherte Baen einen langfristigen Kontrakt.
Von Anfang an entwickelte sich Baen Books sehr schnell und erhielt großen Zuspruchs seitens der Fans von Science-Fiction-Literatur. Baen schaffte es, auch Werke etablierter Autoren wie David Weber, John Ringo, Eric Flint, David Drake, Lois McMaster Bujold, Elizabeth Moon, Mercedes Lackey, Larry Niven und vielen anderen zu verlegen. Nach Baens Tod sorgte Eric Flints Autorenseite auf dem Onlineportal dafür, dass das ehemals kleine Baen Books auf den zweiten Platz der meistbeachteten Science-Fiction-Label gewählt wurde. In diesem Ranking stieg Baen kontinuierlich vom siebten Platz 2003 über den vierten Platz 2004 auf.
Das rasche Wachstum innerhalb kürzester Zeit ist in erster Linie Baens visionärem elektronischem Marketingkonzept zu verdanken. Er ignorierte die Möglichkeiten der Verschlüsselung und gab freie Titel kostenlos auf CD weiter. Die Kunden durften die freien Ausgaben behalten und dann entscheiden, ob der Kauf des gesamten Buchs interessant ist. Um das zu erreichen, veröffentlichte Baen meist in Fortsetzungsreihen, und gab einige der jeweils ersten Teile als „Appetithäppchen“ kostenlos an die Leserschaft weiter.
Des Weiteren hörte er nie auf, junge unbekannte Autoren zu fördern und zu verlegen. Das Wichtigste, dass zum Erfolg führte, war die Vision des Jim Baen nicht für jeden Leser zu verlegen und sich damit dann immer selbst treu zu bleiben. Die Politik und Philosophie des Verlags spiegelt in vielen Dingen die Einstellungen Baens wider.

### Erste Anthologien
Baen hat etliche Anthologien verlegt. Dabei versuchte er die klassische Anthologie mit dem Format eines Magazins zu verknüpfen. Er führte ein System ein, seine Veröffentlichungen ähnlich einem Magazin durchzunummerieren. So beinhalteten seine Überarbeitungen Teile aus Galaxy und If.

### E-Books
Seit 1999 begann er ein Experiment und veröffentlichte Publikationen im aufstrebenden Medium Internet. Anders als die anderen Anbieter von E-Books lehnte er das Format pdf sowie die Verschlüsselung mit DRM ab, weil er der Überzeugung war, dass diese Einschränkungen die Bereitschaft der Leserschaft drosseln. Diese Strategie wurde sehr kontrovers betrachtet, allerdings stiegen die Umsatzzahlen der Druckausgaben bei Baen Books in direkter Relation zu dr Verfügbarkeit der kostenfreien E-Books, während die Umsätze des Wettbewerbs stagnierten oder sanken. Seine Innovation verschafften ihm Respekt in der Internet-Gemeinde, während die anderen Anbieter begannen, seine Strategie zu übernehmen.
In den Worten David Drakes, der über 50 Bücher veröffentlicht hat:
„Die beiden Bücher, die Jim am meisten beeinflußt haben, sind Fire-Hunter von Jim Kjelgaard und Against the Fall of Night von Arthur C Clarke. Der Tenor beider Romane ähnelt sich: In einer maroden Gesellschaft lehnt sich die Jugend gegen althergebrachtes Wissen und Verhalten auf und gegen aller Widerstände brechen sie aus dem Alltagstrott aus. Dies ist eine sehr treffende Beschreibung von Baens Aktivitäten in der SF: Er blieb sich immer treu, war immer ein Eigenbrötler, und sehr oft extrem erfolgreich, weil er nicht auf die gängige Meinung hörte.“
Als Beispiel sei genannt, dass die herkömmliche Weise der Vermarktung elektronischem Lesematerials eine Verschlüsselung erforderte. Baen war der Meinung, dass es den Leser abschrecke, und bezeichnete es als einen großen Fehler der Verleger. Er selbst veröffentlichte ohne Verschlüsselung und in Dateiformaten, die jeder lesen und öffnen konnte. Während andere Verlagshäuser elektronische Medien als Geld- und Zeitverschwendung betrachteten, setzte Baen sein Konzept konsequent um und erzielte Gewinne damit. Zum Zeitpunkt von Baens Tod, war der Umsatz seit Gründung um ca. das zehnfache gestiegen.
Im Zuge der Entwicklung gründete Baen die „Baen Free Library“. Diese nutzen Autoren, um Bücher völlig kostenfrei anzubieten, und auf diese Weise mehr Aufmerksamkeit seitens der Leser zu bekommen.

### Forum Aktivitäten und e-ARCs
Jim Baen war sehr aktiv in seinem Web-Forum, das 1997 startete und von ihm „Baens Bar“ getauft wurde. Hier schrieb er mit großem Interesse zu Themen wie Biologie, Raumfahrttechnik, Politik, Militärgeschichte und Kalauer. Baens Aktivitäten in seinem Forum führten letztendlich dazu, dass John Ringo Schriftsteller wurde und auch publizierte. Ringo schrieb in Baens Bar und lernte dort im Forum Baen selbst kennen, als beide in einem Thema schrieben, dass sich mit der Wasseraffen-Theorie beschäftigte. Ringos Roman A Hymn Before Battle wurde im Verlag Baens abgelehnt und nicht veröffentlicht. Baen selbst las dann das Manuskript und feuerte im Anschluss den Lektor, der es abgewiesen hatte. Er schlug Ringo ein paar Änderungen vor und im Anschluss kaufte er das Manuskript. Ein weiteres Ergebnis seiner Aktivitäten im Forum war, dass die Barflies („Kneipenhocker“) genannten User, Baen den Vorschlag machten, sich mehr um die Veröffentlichung von e-books zu bemühen. Das Ergebnis nannte er eARC (Advanced reading copy, eine Zusammenstellung von jeweils fünf Büchern in elektronischer Form). Es gab starke Zweifel an seinem Marketingkonzept, aber nach drei Jahren stiegen seine Umsätze weiter und er begann Gewinn zu machen, trotz der freien Veröffentlichung vieler Dateien. So mussten der Wettbewerb und die Zweifler sich nun eingestehen, dass Baens Konzept funktionierte.

### 1632
Wegen des wachsenden Interesses an Eric Flints 1632er-Serie schuf er ein weiteres Forum, dass sich ausschließlich mit Themen rund um dieses Universum beschäftigte und „1632 Tech Manual“ genannt wurde. Die Fans waren so begeistert von Flints Universum, dass Baen Flint überredete, den Grundrahmen seines Universums freizugeben, damit auch andere Autoren Themen darin schreiben konnten. Dies geschah zu einem Zeitpunkt, der lange vor dem sonst üblichen Zeitrahmen lag, an dem dies andere Autoren machen.
Das Ergebnis war die von Flint zusammengestellte Anthologie Ring of Fire. Inzwischen hatte Baen den Bestseller Autor David Weber mit Flint zu einem Autorenteam gemacht und einen Vertrag über fünf Bücher von beiden gemeinsam geschlossen, dessen erstes Ergebnis das Buch 1633 war. Flint hatte die Idee, ein eigenes E-Zine für die Kurzgeschichten der Fans zu erstellen. Das Ergebnis nannte er The Grantville Gazettes. Baen veröffentlichte die Werke auszugsweise als Anthologien in Papierform. Die vierte Gazette war die letzte, die Baen von Flint kaufte.

### Jim Baen's Universe
Im Jahre 2005 kündigte Baen ein zweimonatiges Online Science-Fiction-Magazin an, das ursprünglich Baen's Astounding Stories heißen sollte. Nach Urheberrechtsstreitigkeiten mit Dell Magazines (Verleger des SF-Magazins Astounding), wurde Baens Projekt in Jim Baen's Universe umbenannt. Das Magazin wurde von Eric Flint betreut und die erste Ausgabe erschien im Juni 2006. Flint konnte eine Menge bekannter Autoren für die Erstausgabe gewinnen (unter anderem David Weber und Timothy Zahn). Bereits im August 2009 wurde jedoch angekündigt, dass die Weiterführung eingestellt wird. Zitat — „… we were simply never able to get and retain enough subscribers to put us on a sales plateau that would allow us to continue publishing…“ in etwa: „wir schaffen es einfach nicht, genügend Abonnenten zu gewinnen und halten, so dass wir keine Möglichkeit sehen das Produkt gewinnbringend zu vermarkten“.

### Familie und Tod
Jim Baen hatte zwei Töchter, die 1977 geborene Jessica mit seiner ersten Frau Madeline Gleich, und 1992 Katherine mit seiner zweiten Frau Toni Weisskopf.
Er hatte offenbar eine Vorahnung seines eigenen Todes
und erlitt einen massiven bilateralen Schlaganfall am 12. Juni 2006 und starb am 28. Juni ohne das Bewusstsein wiedererlangt zu haben.